# 兰森伪珊隐蟹
兰森伪珊隐蟹（学名：Pseudohapalocarcinus ransoni）为珊隐蟹科伪珊隐蟹属的动物。分布于越南以及中国大陆的西沙群岛等地，生活环境为海水，主要与叶形牡丹珊瑚共生。